# Dead and Deader – Die Invasion der Zombies
Dead and Deader – Die Invasion der Zombies (Original: Dead and Deader) ist ein US-amerikanischer Low-Budget-Horrorfilm aus dem Jahr 2006, der unter der Regie von Patrick Dinhut für den amerikanischen Fernsehsender SciFi entstand.

## Handlung
Die militärische US-Spezialeinheit L-9 der Green Beret wird in Kambodscha bei einem Militäreinsatz in einer abgelegenen medizinischen Forschungsstation von virenverseuchten Soldaten angegriffen und bis auf Leutnant Robert „Bobby“ Quinn vollständig getötet. Der Auslöser für die Infektion sind skorpionähnliche Insekten, die abgestorbene Zellen zum neuen Leben erwecken können – hierfür aber rohes Fleisch benötigen. Bobby gelingt es schwerverletzt einen Notruf abzusetzen, bevor auch er verstirbt.
Zurück in den Vereinigten Staaten auf dem Militärstützpunkt Fort Preston im US-Bundesstaat Kalifornien, wird der Leichnam des hochdekorierten Leutnants obduziert, als dieser plötzlich aufwacht. Trotz fehlender Vitalfunktion erfreut sich Quinn, zum Erstaunen des Rechtsmediziners und der herbeigerufenen Militärärztin, bester Gesundheit. Vielmehr zeigt der Sonderling eine Immunität gegen Betäubungsmittel, ein gesteigertes Seh- und Hörvermögen und übermenschliche Kräfte, jedoch auch ein unstillbares Verlangen nach rohem Fleisch. Er spürt ferner die Anwesenheit seiner „toten“ Kameraden auf der Basis und beschließt diese aufzusuchen. Den ersten Totgeglaubten, Sgt. Cruz, stellt er mit Hilfe von Chefkoch Judson in der Küche, überwältigt und tötet ihn schließlich. Ähnlich ergeht es zwei zuvor vom Zombie gebissenen und infizierten Ärzten. Sie werden vom Duo in Notwehr liquidiert. Nach diesem Vorfall wird das Team von der Militärpolizei in Gewahrsam genommen, flieht jedoch, da man ihnen – trotz detaillierter Beschreibung der Sachlage – keinen Glauben schenkt.
Auf der Suche nach ehemaligen Mitgliedern von Quinns Einheit kommen die gesuchten Flüchtenden in eine Bar, die wenig später von drei infizierten, seelenlosen Kreaturen gestürmt wird. Quinn, Judson und der verbündeten attraktiven Filmstudentin Holly, die als Barkeeperin arbeitet, gelingt es zunächst das Virus an einer Weiterverbreitung zu hindern, indem sie die Monster sowie eine Vielzahl bereits angesteckter Gäste unschädlich machen. Beim Eintreffen der herbeigerufenen Polizei fliehen sie jedoch in einem gestohlenen Polizeiwagen.
Ihre Reise führt sie in das Bestattungsinstitut von Los Angeles, wo sie die Leiche von Private William „Bill“ Sanderson vermuten. Was sie jedoch nicht wissen ist, dass sie bereits von einer Gruppe Söldner um den krebskranken, skrupellosen Wissenschaftler Dr. Scott empfangen werden. Scott, der auch den gesuchten Sanderson gefangen hält, versucht mit Hilfe einer Hämatologin das Virus zu isolieren, benötigt jedoch für seine Forschung zur Heilung und Unsterblichkeit eine Blutprobe des eigenwilligen Quinns und eines sogenannten erstinfizierten Probanden: Sanderson. Als dieser jedoch umkommt, benötigt er einen weiteren mit dem Virus befallenden Untoten.
Einen solchen infizierten Zombie findet er auf der Militärbasis Fort Preston, die aber mittlerweile von zweitinfizierten, für die Forschung unwichtigen, Kreaturen völlig unterwandert und verseucht wurde. Beim Versuch den Untoten, bzw. das Insekt zu isolieren, wird jedoch Dr. Scott mit seinem Gefolge von der Zombiehorde überwältigt und getötet.
Bobby, Holly und Judson, die sich ebenfalls im Militärkomplex befinden, versuchen anschließend die Invasion der Zombies durch eine kontrollierte Sprengung des Munitionsdepots zu verhindern – was ihnen auch gelingt. Am Ende des Films sieht man das Trio auf dem zerbombten Militärstützpunkt, das Zukunftspläne schmiedend, infizierte noch lebende Personen liquidiert.

## Kritiken
„Zombiefilme sind der B-Movie-Trend der Stunde, noch beliebter sind eigentlich nur Zombiekomödien. Jetzt begibt sich auch TV-Superman Dean Cain unter die Untoten und führt als einer der wenigen ethisch korrekten lebenden Leichen der Filmgeschichte ein hübsch unterhaltsam aus bunten Verlierern zusammen gewürfeltes und um flotte Sprüche selten verlegenes Survivor-Kommando in den Widerstand gegen die tote Flut. Rundes Low-Budget-Horrorvergnügen mit viel Splatter-Slapstick, eingestreuten Genrezitaten und gut gelaunten Darstellern.“